# Meteņi
Los Meteņi, también llamados Budēļu diena, Vastlāvji, Lastavāgu diena, Miesmeti, Miezmežu diena, Aizgavēnis, Pīrāgu diena, son las fiestas paganas letonas que celebran el invierno, la espera de la primavera y pretenden asegurar la buena cosecha en el próximo año. 
Antiguamente los Meteņi tenía lugar en pleno invierno entre el solsticio de invierno y el equinoccio primaveral. El final de la temporada de los Meteņi coincide con el Miércoles de Ceniza, día en el cual comienza la Cuaresma católica.
Las tradiciones más comunes de los Meteņi son ir enmascarados (lo que se denomina “ķekatas” o “budēļi”, por eso la fiesta se llama también Budēļu diena): la gente se pone las máscaras tradicionales, sale a la calle, canta y baila, visita los unos a los otros. También la fiesta es para disfrutar el invierno, pues parte de la celebración consiste en tirarse en trineo, hacer batallas de bolas de nieve y encender un gran fuego para calentarse.
- Datos: Q5196669
- Multimedia: Meteņi / Q5196669